# League of Ireland First Division
De FAI First Division is het tweede niveau van het voetbal in Ierland.
De competitie werd voor het eerst gespeeld in 1985 nadat de League of Ireland in tweeën gedeeld werd. Zo ontstond ook de League of Ireland Premier Division. In 2009 weigerde de Ierse voetbalbond om de oude structuur te herstellen na een verzoek van enkele clubs. Het laagst geplaatste team speelde van 2008 tot 2011 promotie-degradatiewedstrijden tegen een club uit het A Championship.

## Kampioenen
- 1985–86 Bray Wanderers
- 1986–87 Derry City
- 1987–88 Athlone Town
- 1988–89 Drogheda United
- 1989–90 Waterford United
- 1990–91 Drogheda United
- 1991–92 Limerick City
- 1992–93 Galway United
- 1993–94 Sligo Rovers
- 1994–95 UCD
- 1995–96 Bray Wanderers
- 1996–97 Kilkenny City
- 1997–98 Waterford United
- 1998–99 Drogheda United
- 1999–2000 Bray Wanderers
- 2000–01 Dundalk
- 2001–02 Drogheda United
- 2002–03 Waterford United
- 2003 Dublin City
- 2004 Finn Harps
- 2005 Sligo Rovers
- 2006 Shamrock Rovers
- 2007 Cobh Ramblers
- 2008 Dundalk
- 2009 UCD
- 2010 Derry City
- 2011 Cork City
- 2012 Limerick
- 2013 Athlone Town
- 2014 Longford Town
- 2015 Wexford Youths
- 2016 Limerick FC
- 2017 Waterford
- 2018 UCD
- 2019 Shelbourne FC
- 2020 Drogheda United
- 2021 Shelbourne FC
- 2022 Cork City FC
- 2023 Galway United FC

## Eeuwige ranglijst
Vetgedrukte clubs spelen in 2024 in de First Divison. In 2003 waren er twee seizoenen omdat overgegaan werd naar een kalenderjaarseizoen. 
| Club                      | Club           | /100 | Seizoenen (1924-2024)                                                             |
| ------------------------- | -------------- | ---- | --------------------------------------------------------------------------------- |
| Cobh Ramblers FC          | Cobh           | 32   | 1985-1988, 1989-1993, 1995-2007, 2013-                                            |
| Athlone Town FC           | Athlone        | 31   | 1987-1988, 1992-1994, 1996-2013, 2015-                                            |
| Longford Town             | Longford       | 29   | 1985-2000, 2008-2014, 2017-2020, 2022-                                            |
| Finn Harps FC             | Ballybofey     | 27   | 1985-1996, 2001-2004, 2006-2007, 2009-2015, 2018, 2023-                           |
| Monaghan United           | Monaghan       | 24   | 1985-1993, 1995-2001, 2002-2011                                                   |
| Waterford FC              | Waterford      | 23   | 1989-1990, 1991-1992, 1993-1998, 2000-2003, 2008-2017, 2022-2023                  |
| Limerick FC               | Limerick       | 22   | 1991-1992, 1994-2012, 2016, 2019                                                  |
| Kilkenny City             | Kilkenny       | 21   | 1985-1997, 1998-2000, 2001-2007                                                   |
| University College Dublin | Dublin         | 17   | 1986-1989, 1990-1995, 2004, 2009, 2015-2018, 2020-2021, 2024-....                 |
| Bray Wanderers            | Bray           | 17   | 1985-1986, 1988-1991, 1993-1996, 1997-1998, 1999-2000, 2003-2004, 2019-           |
| Wexford FC                | Wexford        | 17   | 2007-2015, 2017-                                                                  |
| Galway United             | Galway         | 15   | 1992-1993, 1996-1999, 2002-2006, 2018-2023                                        |
| Drogheda United           | Drogheda       | 14   | 1985-1989, 1990-1991, 1994-1995, 1996-1997, 1998-1999, 2000-2002, 2016, 2018-2020 |
| Shelbourne FC             | Dublin         | 13   | 1986-1987, 2007-2011, 2014-2019, 2021                                             |
| Home Farm FC              | Dublin         | 13   | 1987-1996, 1997-2001                                                              |
| Sligo Rovers FC           | Sligo          | 10   | 1985-1986, 1988-1990, 1993-1994, 2000-2005                                        |
| Dundalk FC                | Dundalk        | 11   | 1999-2001, 2002-2008, 2025-                                                       |
| Kildare County            | Newbridge      | 8    | 2002-2009                                                                         |
| Cabinteely FC             | Dublin         | 7    | 2015-2021                                                                         |
| St. James's Gate          | Dublin         | 6    | 1990-1996                                                                         |
| Newcastle West            | Newcastle West | 5    | 1985-1990                                                                         |
| St. Francis FC            | Dublin         | 5    | 1996-2001                                                                         |
| Mervue United             | Galway         | 5    | 2009-2013                                                                         |
| Cork City                 | Cork           | 5    | 2010-2011, 2021-2022, 2024-....                                                   |
| Treaty United FC          | Limerick       | 4    | 2021-                                                                             |
| Dublin City FC            | Dublin         | 4    | 2001-2003, 2005                                                                   |
| Salthill Devon FC         | Galway         | 4    | 2010-2013                                                                         |
| Derry City                | Derry          | 3    | 1985-1987, 2010                                                                   |
| Kerry FC                  | Tralee         | 2    | 2023-                                                                             |
| Shamrock Rovers B         | Dublin         | 2    | 2014, 2020                                                                        |
| Sporting Fingal           | Dublin         | 2    | 2008-2009                                                                         |
| Shamrock Rovers FC        | Dublin         | 1    | 2006                                                                              |

1. ↑  Waterford FC speelde tot 2016 als Waterford United FC
2. ↑  Limerick FC speelde in 1991/92 als Limerick City
3. ↑  Kilkenny City speelde voor 1989 als EMFA
4. ↑  Wexford FC speelde voor 2017 als Wexford Youths
5. ↑   Home Farm FC speelde tussen 1995 en 1999 als Home Farm Everton en tot 2001 als Home Farm Fingal
6. ↑   Newcastle West speelde tot 1986 als Newcastle United
7. ↑   Salthill Devon speelde in 2012 als SD Galway

## Deelnemers
Athlone Town ·
Bray Wanderers · 
Cobh Ramblers · 
Dundalk ·
Finn Harps · 
Kerry FC ·
Longford Town ·
Treaty United · 
UCD ·
Wexford
Albanië · 
Andorra · 
Armenië · 
Azerbeidzjan · 
België (tot 2016 / vanaf 2016) ·
Bhutan ·
Bosnië-Herzegovina (BiH) · 
Bosnië-Herzegovina (RS) · 
Bulgarije · 
Curaçao · 
Cyprus · 
Denemarken · 
Duitsland · 
Engeland · 
Estland · 
Faeröer · 
Finland · 
Frankrijk · 
Georgië · 
Gibraltar · 
Griekenland · 
Hongarije · 
Ierland · 
IJsland · 
Israël · 
Italië · 
Kazachstan · 
Kosovo · 
Kroatië · 
Letland · 
Litouwen · 
Luxemburg · 
Malta · 
Moldavië · 
Montenegro · 
Nederland · 
Noord-Ierland · 
Noord-Macedonië · 
Noorwegen · 
Oekraïne · 
Oostenrijk · 
Polen · 
Portugal · 
Roemenië · 
Rusland · 
Schotland · 
Servië · 
Servië en Montenegro (FR Joegoslavië) ·
Slovenië · 
Slowakije · 
Sovjet-Unie · 
Spanje · 
Tsjechië · 
Tsjecho-Slowakije ·
Turkije · 
Turkse Republiek Noord-Cyprus · 
Wales (Noord) · 
Wales (Zuid) · 
Wit-Rusland · 
Zweden · 
Zwitserland